# Машрамані

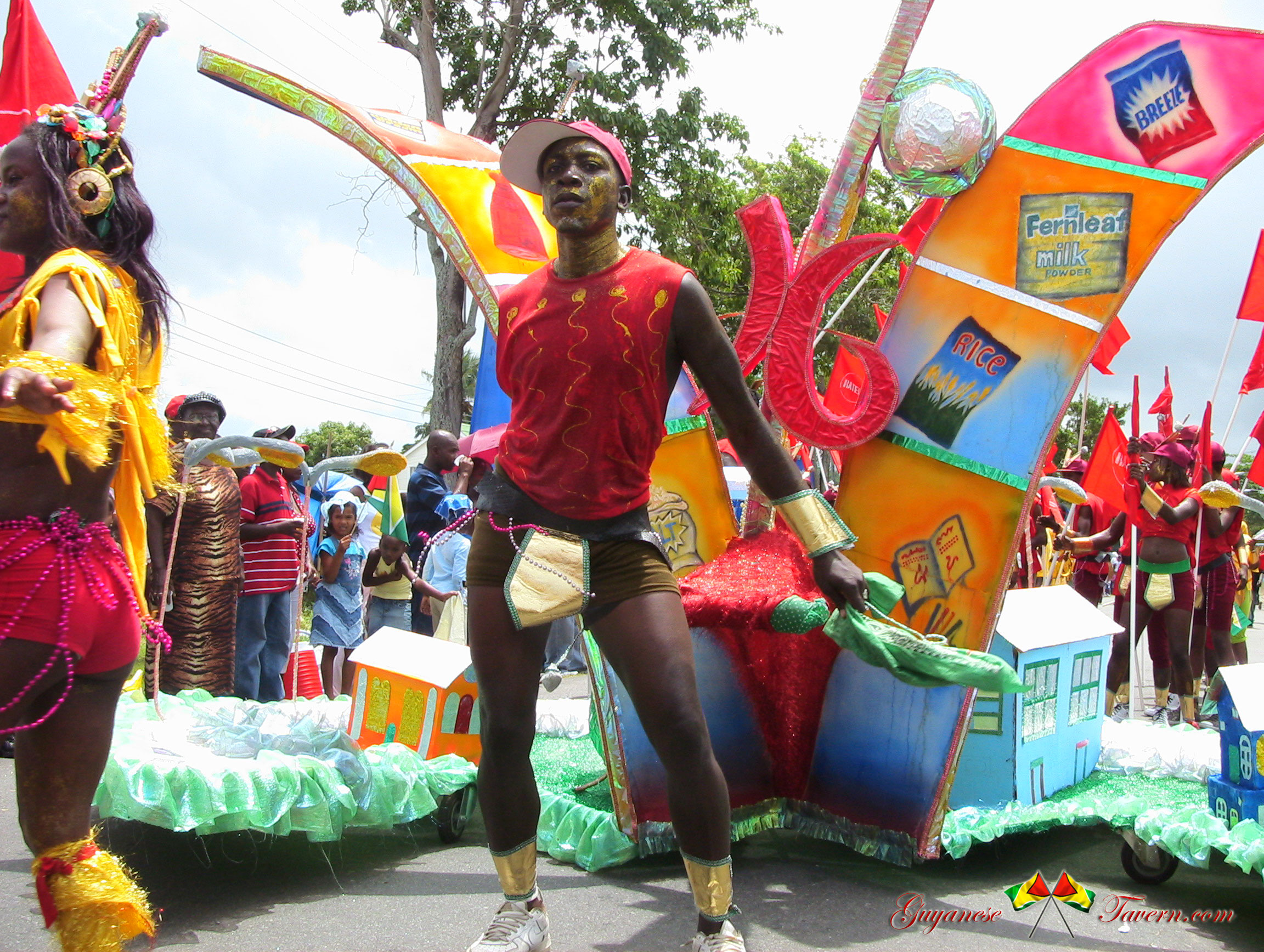
Маш у Гаяні 2007

Машрамані (англ. Mashramani), який часто називають просто «Маш» (англ. Mash), є щорічним фестивалем, який присвячений набуттю Гаяною статусу Республіки в 1970 році.
Фестиваль, який зазвичай проводиться 23 лютого – у День республіки Гаяни – включає парад, музику, ігри та кулінарію, і призначений для вшанування «Народження республіки». У 2016 році парад Машрамані відбувся 26 травня, на 50-ту річницю незалежності Гаяни, але інші святкування відбулись у традиційну лютневу дату.
Слово «Машрамані» походить від американського індіанського слова та в гаянській англійській означає «святкування після спільної чи важкої роботи». Це один із найяскравіших фестивалів країни та один із небагатьох, у якому беруть участь усі етнічні групи Гаяни. Під час фестивалю проводяться видовищні конкурси костюмів, паради, маскарадні оркестри та танці на вулицях під музику сталевого оркестру та каліпсо. На вулицях часто гуляють маскаради, які виконують акробатичні танці, яскраве нагадування про африканську спадщину Гаяни. Музичні змагання «каліпсо», «сока», «чатні-сока» та «чатні» є ще однією невід’ємною частиною Машрамані, а кульмінацією цього свята є коронація короля чи королеви певного року.

## Походження
Відтоді, як Гаяна стала незалежною в 1966 році, Джейсі з Ліндена організовували Карнавал Незалежності в Маккензі. Коли Гаяна стала республікою в лютому 1970 року, вони сформували Комітет Джейсі зі святкування статусу Республіки. Безіла Батчера було обрано головою, але через те, що його було обрано для туру по Австралії з Вест-Індською командою з крикету, Джима Блекмана було призначено заступником. Комітет на широкій основі, до складу якого входили такі спеціалісти, як Вордсворт МакЕндрю, Артур Сеймур і Адріан Томпсон, розпочав організацію заходів карнавалу.
Розпочалися пошуки назви, яка б замінила Карнавал, і Безіл Батчер запропонував вибрати індіанське ім’я. Це було погоджено з кількома особами, включаючи пана Аллана Фідткоу, американського індіанця. Містер Фідткоу поспілкувався зі своїм дідом, який пояснив тип фестивалю, який проводять індіанці кожного разу, коли вони збираються, щоб відсвяткувати особливу подію. Ця подія, за його словами, була схожа на «Зібрати багато» (або Машірімехі індіанською) і звучала аравакською мовою як Машрамані. Були вжиті заходи для підтвердження цього. Адріан Томсон дійшов висновку, що оскільки ніхто не міг підтвердити чи спростувати, що аравакське слово для Фестивалю було Машрамані, то Фестиваль можна назвати Машрамані. 23 лютого 1970 року фестиваль під назвою «Машрамані» мав величезний успіх: люди з усіх регіонів Гаяни зібралися до Ліндена, вітаючи статус Гаяни як республіки протягом трьох днів веселощів. Перший костюмований револьвер машрамані «Тисяча сильних» відомий як Міс Уна Гарнер, у якому б регіоні Гаяни її костюм не був взятий для участі у святкуванні машрамані, вона перемогла, щоб підтримати свою корону.
Побачивши масовий натовп, блиск і рівень конкуренції, містер Девід Сінгх, урядовець, обговорив з Комітетом Джейсі питання про проведення заходу в Джорджтауні, столиці країни. Тодішній президент Форбс Бернем також схвалив, щоб Маш стало національною подією для святкування Республіки. Заходи Маш чергувалися в Ліндені, Бербісі та Джорджтауні, але через спонсорство конкурс костюмованих оркестрів залишився в Джорджтауні.

## Святкування
Оскільки Гаяна велика, люди їдуть за багато кілометрів від міста, щоб бути частиною святкування, з дітьми, їжею тощо, тому що для них це святковий день. День Маш – це хвиля активності від вулиць Фліссінген та Ірвінг аж до Національного парку з атмосферою очікування. Тисячі людей збираються на вулиці, щоб взяти участь у щорічних святкуваннях Машрамані, які є частиною культури Гаяни вже понад 50 років.

## Дати карнавалу Машрамані
У таблиці наведено список дат карнавалу Маш в Гаяні з 2013 по 2019 рік.
| Календарний рік | Дати          |
| --------------- | ------------- |
| 2013 рік        | Сб 23 лютого  |
| 2014 рік        | Нд 23 лютого  |
| 2015 рік        | Пн, 23 лютого |
| 2016 рік        | Чт 26 травня  |
| 2017 рік        | Чт 23 лютого  |
| 2018 рік        | Пт 23 лютого  |
| 2019 рік        | Сб 23 лютого  |

## Зовнішні посилання
- Mashramani
- Веб-сайт Mash 2004
- Фотографії Машрамані